# Santiago Coachochitlán
Santiago Coachochitlán är en småstad i kommunen Temascalcingo i delstaten Mexiko i Mexiko. Samhället hade 3 536 invånare vid folkräkningen 2020.